# Баріонні акустичні осциляції
В космології, баріонні акустичні осциляції (БАО) — це флуктуації густини видимої баріонної матерії (звичайної матерії) у Всесвіті, що викликані акустичними хвилями густини в первинній плазмі у ранньому Всесвіті. Так само, як наднові типу Ia є стандартними свічками для астрономів та космологів, згущення матерії внаслідок БАО є «стандартною лінійкою» для відстаней в космології.
Довжина цієї стандартної лінійки визначається максимальною відстанню, яку акустичні хвилі подолали в первинні плазмі до того як плазма охолола внаслідок Габблівського розширення до температури рекомбінації в нейтральні атоми, що зупинило поширення хвиль та «вморозило» їх у простір. Довжина цієї стандартної лінійки (≈490 мільйонів світлових років в сьогоднішньому Всесвіті)) може бути виміряна за великомасштабною структурою розподілу матерії у Всесвіті за допомогою каталогів галактик. Вивчення та вимірювання БАО допомагає уточнити параметри стандартної космологічної моделі (моделі Лямбда-CDM).
Ранній Всесвіт складався з гарячої щільної плазми електронів і баріонів (до яких належать протони та нейтрони). Фотони (легкі частинки), що подорожують у цьому Всесвіті, фактично були захоплені, нездатні подолати будь-яку значну відстань до взаємодії з плазмою через томсонівське розсіювання.  Середня відстань, яку може пройти фотон до взаємодії з плазмою, відома як довжина вільного пробігу фотона. Коли Всесвіт розширювався, плазма охолола до температури нижче 3000 К — достатньо низької енергії, щоб електрони та протони в плазмі могли об’єднатися, утворивши нейтральні атоми водню. Рекомбінація сталася, коли Всесвіту було приблизно 379 000 років, або при червоному зміщенні z = 1089.  Фотони набагато меншою мірою взаємодіють з нейтральною матерією, і тому при рекомбінації Всесвіт став прозорим для фотонів, що дозволило їм відокремитися від матерії та вільно проходити через Всесвіт.  Космічне мікрохвильове фонове (CMB) випромінювання — це світло, яке випромінювалося після рекомбінації, тепер ми бачимо його за допомогою наших телескопів як радіохвилі по всьому небу, оскільки воно має червоний зсув. Тому, дивлячись, наприклад, на Wilkinson Microwave Anisotropy Probe (WMAP), можна просто озирнутися в минуле, щоб побачити зображення Всесвіту, коли йому було лише 379 000 років.
WMAP вказує на гладкий, однорідний Всесвіт з анізотропією щільності 10 частин на мільйон.  Однак у сучасному Всесвіті існують великі структури та коливання щільності. Галактики, наприклад, у мільйон разів щільніші за середню щільність Всесвіту.  Сучасне переконання полягає в тому, що Всесвіт був побудований за принципом «знизу вгору», тобто невеликі анізотропії раннього Всесвіту діяли як гравітаційні зерна для структури, яка спостерігається сьогодні. Надщільні області притягують більше матерії, тоді як області з недостатньою щільністю притягують менше, і, таким чином, ці невеликі анізотропії, які спостерігаються в CMB, стали великомасштабними структурами у Всесвіті сьогодні.

## Космічний звук
Розглянемо надщільну область первісної плазми. У той час як ця область надмірної щільності гравітаційно притягує до себе матерію, тепло взаємодії фотонів із речовиною створює великий зовнішній тиск. Ці протидіючі сили гравітації та тиску створювали коливання, які можна порівняти зі звуковими хвилями, що виникають у повітрі через різницю тиску. 
Ця надщільна область містить темну матерію, баріони та фотони. Тиск призводить до сферичних звукових хвиль як баріонів, так і фотонів, які рухаються зі швидкістю трохи більше половини швидкості світла  назовні від надлишку щільності. Темна матерія взаємодіє лише гравітаційно, тому вона залишається в центрі звукової хвилі, джерела надмірної щільності. Перед роз’єднанням, фотони та баріони рухалися назовні разом. Після роз’єднання фотони більше не взаємодіяли з баріонною матерією і розсіювалися. Це зменшило тиск на систему, залишивши оболонки баріонної матерії. З усіх цих оболонок, що представляють різні довжини хвиль звукових хвиль, резонансна оболонка відповідає першій, оскільки це та оболонка, яка проходить однакову відстань для всіх надщільностей перед роз’єднанням. Цей радіус часто називають звуковим горизонтом. Без тиску фотобаріонів, що рухає систему назовні, єдиною силою, що залишилася на баріони, була гравітація. Таким чином, баріони та темна матерія (залишені в центрі збурення) утворили конфігурацію, яка включала надмірну щільність речовини як у вихідному місці анізотропії, так і в оболонці на звуковому горизонті для цієї анізотропії. 
Такі анізотропії зрештою стали брижами в щільності матерії, які сформували галактики. Таким чином, можна очікувати побачити більшу кількість пар галактик, розділених шкалою відстані звукового горизонту, ніж іншими шкалами довжини.  Ця конкретна конфігурація матерії мала місце при кожній анізотропії в ранньому Всесвіті, і тому Всесвіт складається не з однієї звукової брижі, а з багатьох брижів, що перекриваються.  Як аналогію, уявіть, що ви кидаєте багато камінців у ставок і спостерігаєте за хвильовими візерунками у воді.  Неможливо спостерігати це бажане розділення галактик на шкалі звукового горизонту на око, але можна виміряти цей артефакт статистично, дивлячись на віддалення великої кількості галактик.

## Стандартна лінійка
Фізика поширення баріонних хвиль у ранньому Всесвіті досить проста; в результаті космологи можуть передбачити розмір звукового горизонту під час рекомбінації. Крім того, CMB забезпечує вимірювання цієї шкали з високою точністю.  Однак у період між рекомбінацією і сьогоднішнім днем Всесвіт розширювався. Це розширення добре підтверджується спостереженнями і є однією з основ моделі Великого вибуху. Наприкінці 1990-х років спостереження наднових показали, що Всесвіт не тільки розширюється, він розширюється зі зростаючою швидкістю. Краще розуміння прискорення Всесвіту або темної енергії стало одним із найважливіших питань сучасної космології. Щоб зрозуміти природу темної енергії, важливо мати різні способи вимірювання прискорення. BAO може додати до сукупності знань про це прискорення, порівнюючи спостереження звукового горизонту сьогодні (за допомогою скупчення галактик) із спостереженнями звукового горизонту під час рекомбінації (за допомогою CMB).  Таким чином, BAO забезпечує вимірювальну шкалу, за допомогою якої можна краще зрозуміти природу прискорення, повністю незалежно від техніки спостережень наднових.

## Сигнал BAO в Sloan Digital Sky Survey
Цифровий огляд неба Слоуна (SDSS) — це велике багатоспектральне дослідження зображень і спектроскопічного червоного зсуву за допомогою спеціального 2,5-метрового ширококутного оптичного телескопа SDSS в обсерваторії Apache Point у Нью-Мексико. Метою цього п’ятирічного дослідження було отримання зображень і спектрів мільйонів небесних об'єктів. Результатом компіляції даних SDSS є тривимірна карта об’єктів у найближчому Всесвіті: каталог SDSS. Каталог SDSS надає картину розподілу матерії у досить великій частині Всесвіту, щоб можна було шукати сигнал BAO, відзначаючи, чи існує статистично значуща надлишок галактик, розділених прогнозованою відстанню звукового горизонту.
Команда SDSS розглянула вибірку з 46 748 світних червоних галактик (LRG), понад 3816 квадратних градусів неба (приблизно п’ять мільярдів світлових років у діаметрі) і до червоного зміщення z = 0,47.  Вони проаналізували кластеризацію цих галактик шляхом обчислення двоточкової кореляційної функції даних.  Кореляційна функція (ξ) є функцією відстані між галактиками ( s ) і описує ймовірність того, що одна галактика буде знайдена на заданій відстані від іншої. Можна було б очікувати високу кореляцію галактик на малих відстанях поділу (через грудкувату природу формування галактик) і низьку кореляцію на великих відстанях поділу. Сигнал BAO буде проявлятися як нерівність у кореляційній функції на відстані, що дорівнює звуковому горизонту. Цей сигнал був виявлений командою SDSS у 2005 році.  SDSS підтвердив результати WMAP, що звуковий горизонт ~150  Мпк у сучасному всесвіті. 

## Виявлення в оглядах інших галактик
Колаборація 2dFGRS і колаборація SDSS повідомили про виявлення сигналу BAO в спектрі потужності приблизно в той самий час у 2005 році.  Обидві команди визнані спільнотою за відкриття, про що свідчить премія Шоу з астрономії 2014 року, яка була присуджена обом групам. Відтоді було повідомлено про подальші виявлення в огляді галактик 6dF (6dFGS) у 2011 році,   WiggleZ у 2011 році  та BOSS у 2012 році